# Atsushi Takahashi
Atsushi Takahashi (高橋 敦史 Takahashi Atsushi?) es un director, animador y guionista gráfico de anime japonés. En ocasiones, trabaja bajo el nombre de Atsushi Takahashi (たかはし あつし?) como guionista. Formó parte del Studio Ghibli y de Madhouse y actualmente es autónomo. Es mejor conocido por dirigir la serie Godzilla Singular Point.

## Biografía
Takahashi nació el 8 de julio de 1972. En 1998, tras estudiar dirección bajo la tutela de Hayao Miyazaki en Higashi-Koganei Murajuku, ingresó al Studio Ghibli. Después de trabajar como asistente de producción en Mis vecinos los Yamada, fue seleccionado como asistente de dirección junto con Masayuki Miyaji en El viaje de Chihiro, estrenada en 2001.
En 2001, se trasladó a Madhouse, donde debutó como director con el episodio 54 de Hajime no Ippo. Posteriormente, participó como guionista gráfico y director en varias series de televisión, películas y OVAs, como Paranoia Agent, Nasu: Andalusia no Natsu y Nasu: Suitcase no Wataridori. Además, trabajó como asistente de dirección en Kemonozume, dirigida por Masaaki Yuasa.
En 2009, debutó como director principal con la serie Rideback.
En 2012, dirigió su primera película de larga duración, Ao no Exorcist Movie.
En 2017, fue el director de Doraemon y la gran aventura en la Antártida.
En 2021, dirigió Godzilla Singular Point, que ganó el Premio Seiun en la categoría de medios en su 53.ª edición al año siguiente.

## Trabajos

### Series de televisión
Destaca papeles con funciones de dirección de series.
     Destaca papeles con funciones de asistente de dirección o supervisión.
| Año  | Título                                        | Director(es)                        | Estudio              | Funciones                                                                                                   | Refs.  |
| ---- | --------------------------------------------- | ----------------------------------- | -------------------- | --- | ------ |
| 2000 | Hajime no Ippo                                | Satoshi Nishimura                   | Madhouse             | Director de episodios (#54, 64)                                                                             | [ 2 ]  |
| 2002 | Abenobashi Mahō☆Shōtengai                     | Masayuki Kojima Hiroyuki Yamaga     | Madhouse             | Director asistente Director de episodios (#5, 9) Director de episodio asistente (#2) Guionista gráfico (#9) | [ 8 ]  |
| 2002 | Hanada Shōnen-shi                             | Masayuki Kojima                     | Madhouse             | Guionista gráfico (#5, 10)                                                                                  | [ 9 ]  |
| 2004 | Paranoia Agent                                | Satoshi Kon                         | Madhouse             | Director de episodios (#4, 9, 12) Guionista gráfico (#3-4, 9, 12)                                           | [ 10 ] |
| 2004 | Monster                                       | Masayuki Kojima                     | Madhouse             | Director de episodios (#37, 44, 56, 66) Guionista gráfico (#3, 31, 37, 44, 56, 66) Animación clave (#66)    | [ 11 ] |
| 2005 | Tōhai Densetsu Akagi: Yami ni Maiorita Tensai | Yūzō Satō                           | Madhouse             | Guionista gráfico (#8, 14)                                                                                  | [ 12 ] |
| 2006 | Nana                                          | Morio Asaka                         | Madhouse             | Guionista gráfico (#8)                                                                                      | [ 13 ] |
| 2006 | Kemonozume                                    | Masaaki Yuasa                       | Madhouse             | Director asistente Guionista (#3, 12) Director de episodios (#3, 12) Guionista gráfico (#3, 12)             | [ 14 ] |
| 2009 | Rideback                                      | Atsushi Takahashi                   | Madhouse             | Director Director de episodio (#1) Guionista gráfico (#1-2)                                                 | [ 2 ]  |
| 2009 | Aoi Bungaku Series                            | Morio Asaka Tetsurō Araki           | Madhouse             | Guionista gráfico (#1, 4)                                                                                   | [ 15 ] |
| 2011 | Ao no Exorcist                                | Tensai Okamura                      | A-1 Pictures         | Guionista gráfico (#13, 22)                                                                                 | [ 16 ] |
| 2012 | Lupin III: Mine Fujiko to Iu Onna             | Sayo Yamamoto                       | TMS Entertainment    | Guionista gráfico (#4, 8)                                                                                   | [ 17 ] |
| 2014 | Space☆Dandy                                   | Shin'ichirō Watanabe Shingo Natsume | Bones                | Guionista gráfico (#11)                                                                                     | [ 18 ] |
| 2014 | Sword Art Online II                           | Tomohiko Itō                        | A-1 Pictures         | Guionista gráfico (#12)                                                                                     | [ 19 ] |
| 2014 | Space☆Dandy 2nd Season                        | Shin'ichirō Watanabe Shingo Natsume | Bones                | Director de episodio (#12) Guionista gráfico (#12)                                                          | [ 20 ] |
| 2014 | Gundam Reconguista in G                       | Yoshiyuki Tomino                    | Sunrise              | Guionista gráfico (#23)                                                                                     | [ 21 ] |
| 2014 | Nanatsu no Taizai                             | Tensai Okamura                      | A-1 Pictures         | Guionista gráfico (#20)                                                                                     | [ 22 ] |
| 2014 | Sekai Seifuku: Bōryaku no Zvezda              | Tensai Okamura                      | A-1 Pictures         | Guionista gráfico (#6)                                                                                      | [ 23 ] |
| 2015 | Future Card Buddyfight Hundred                | Shigetaka Ikeda                     | Xebec OLM            | Guionista gráfico (#22)                                                                                     | [ 24 ] |
| 2015 | Subete ga F ni Naru                           | Mamoru Kanbe                        | A-1 Pictures         | Guionista gráfico (#4)                                                                                      | [ 25 ] |
| 2015 | Yoru no Yatterman                             | Tatsuya Yoshihara                   | Tatsunoko Production | Guionista gráfico (#1)                                                                                      | [ 26 ] |
| 2018 | Hisone to Maso-tan                            | Shinji Higuchi Hiroshi Kobayashi    | Bones                | Guionista gráfico (#7, 10)                                                                                  | [ 27 ] |
| 2018 | My Hero Academia 3                            | Kenji Nagasaki                      | Bones                | Guionista gráfico (#56)                                                                                     | [ 28 ] |
| 2018 | Nanatsu no Taizai: Imashime no Fukkatsu       | Jōji Furuta                         | A-1 Pictures         | Guionista gráfico (#22)                                                                                     | [ 29 ] |
| 2019 | Mob Psycho 100 II                             | Yuzuru Tachikawa                    | Bones                | Guionista gráfico (#12)                                                                                     | [ 30 ] |
| 2021 | Godzilla: Singular Point                      | Atsushi Takahashi                   | Bones Orange         | Director Director de episodios (#9-10, 13) Guionista gráfico (#1-3, 7-13) Animación clave (#13)             | [ 31 ] |
| 2021 | Ōsama Ranking                                 | Yōsuke Hatta                        | Wit Studio           | Guionista gráfico (#19) Animación clave (#14)                                                               | [ 32 ] |
| 2023 | Ōsama Ranking: Yūki no Takarabako             | Yōsuke Hatta                        | Wit Studio           | Guionista gráfico (#2a-2b, 7a)                                                                              | [ 33 ] |
| 2025 | Shin Samurai-den Yaiba                        | Takahiro Hasui                      | Wit Studio           | Guionista gráfico (#2, 7)                                                                                   | [ 34 ] |
| 2025 | Gachiakuta                                    | Fumihiko Suganuma                   | Bones Film           | Guionista gráfico (#4)                                                                                      | [ 35 ] |

### Películas
Destaca papeles con funciones de dirección de series.
     Destaca papeles con funciones de asistente de dirección o supervisión.
| Año  | Título                                      | Director(es)      | Estudio           | Funciones                                               | Refs.  |
| ---- | ------------------------------------------- | ----------------- | ----------------- | ------------------------------------------------------- | ------ |
| 1999 | Mis vecinos los Yamada                      | Isao Takahata     | Studio Ghibli     | Asistente de producción                                 | [ 3 ]  |
| 2001 | El viaje de Chihiro                         | Hayao Miyazaki    | Studio Ghibli     | Director asistente                                      | [ 3 ]  |
| 2003 | Nasu: Andalusia no Natsu                    | Kitarō Kōsaka     | Madhouse          | Director de unidad                                      | [ 36 ] |
| 2011 | Tibet Inu Monogatari                        | Masayuki Kojima   | Madhouse          | Director de unidad                                      | [ 37 ] |
| 2012 | Ao no Exorcist Movie                        | Atsushi Takahashi | A-1 Pictures      | Director Guionista gráfico                              | [ 3 ]  |
| 2017 | Doraemon y la gran aventura en la Antártida | Atsushi Takahashi | Shin-Ei Animation | Director Guionista Guionista gráfico Director de unidad | [ 6 ]  |
| 2024 | Trapezium                                   | Kazumi Takayama   | CloverWorks       | Guionista gráfico                                       | [ 38 ] |

### ONAs
| Año  | Título                                 | Director(es)                   | Estudio | Funciones               | Refs.  |
| ---- | -------------------------------------- | ------------------------------ | ------- | ----------------------- | ------ |
| 2018 | Saint Seiya: Saintia Shō               | Masato Tamagawa                | Gonzo   | Guionista gráfico (#6)  | [ 39 ] |
| 2024 | T.P BON                                | Masahiro Andō                  | Bones   | Guionista gráfico (#20) | [ 40 ] |
| 2024 | Monogatari Series Off & Monster Season | Akiyuki Simbo Midori Yoshizawa | Shaft   | Guionista gráfico (#5)  | [ 41 ] |

### OVAs
| Año  | Título                       | Director(es)  | Estudio  | Funciones          | Refs.  |
| ---- | ---------------------------- | ------------- | -------- | ------------------ | ------ |
| 2007 | Nasu: Suitcase no Wataridori | Kitarō Kōsaka | Madhouse | Director de unidad | [ 42 ] |

### Trabajos citados
- ゴジラ S.P ＜シンギュラポイント＞ファンブック (en japonés). 双葉社. 13 de julio de 2021. ISBN 978-4-575-45883-1.